# Classe Lupo
La classe Lupo est une classe de frégates construites par les Cantieri Navali Riuniti (CNR) pour la marine italienne. Conçus comme des navires de guerre polyvalents mettant l'accent sur la guerre anti-surface, ils connaissent un certain succès sur le marché d'exportation, étant acquis par les marines du Pérou et du Venezuela. Une seconde série plus petite inspirée d'une version légèrement améliorée est connue sous le nom de classe Soldati.

## Conception
Au début des années 1970, la marine italienne est confrontée à une présence navale soviétique accrue en mer Méditerranée, ce qui constitue une menace pour ses lignes de communication maritimes ainsi que pour son vaste littoral. Pour parer cette menace, l'Italie décide de lancer un programme d'expansion navale comprenant des frégates axées sur la lutte anti-surface (classe Lupo) et sur la lutte anti-sous-marine (classe Maestrale).
Pour répondre à la première partie de l'appel d'offre, les CNR présentent un projet de frégate de 2 500 tonnes à grande vitesse et équipée d'armes lourdes. Le navire est équipé d'une propulsion CODOG lui permettant d'atteindre 35 nœuds, ce qui en fait l'un des navires de guerre les plus rapides de l'époque,. L'armement inclut huit SSM, huit SAM, plusieurs systèmes de canons, deux tubes lance-torpilles triples et un hélicoptère de lutte ASM, équivalent à celui transporté par les plus gros navires de guerre. Les frégates de la classe Lupo comptent un équipage d'environ 200 marins.

## Marine italienne
La marine italienne commande quatre frégates de la classe Lupo entre 1977 et 1980. Ces navires sont déployés dans le golfe Persique d'abord comme escortes de pétroliers pendant les dernières étapes de la guerre Iran-Irak (1987-1988), puis dans le cadre des forces de la coalition pendant la guerre du Golfe de 1990-1991. Après ces opérations, l'ensemble de la classe subit une modernisation comprenant l'installation d'un radar de recherche de surface SPS-702 CORA et d'un équipement SATCOM. Après deux décennies de service, les quatre frégates italiennes de la classe sont retirées du service et vendues au Pérou au début des années 2000.
En 1996, quatre nouvelles frégates de la classe Lupo, construites pour l'Irak entre 1985 et 1987, sont incorporées dans la marine italienne sous le nom de « classe Artigliere ». Ces navires disposent d'un hangar télescopique ; ils sont réaménagés en type « patrouilleur » et les modifications apportées au service italien comprennent la suppression de tout l'équipement de lutte ASM. Les quatre navires sont dénommés Artigliere (« artilleur » - fanion F582), Aviere (« aviateur » - F583), Bersagliere (« tireur d'élite » - F584) et Granatiere (« grenadier » - F585), et sont utilisés pour l'escorte de flotte ou des tâches de patrouille à long rayon d'action.

### Navires

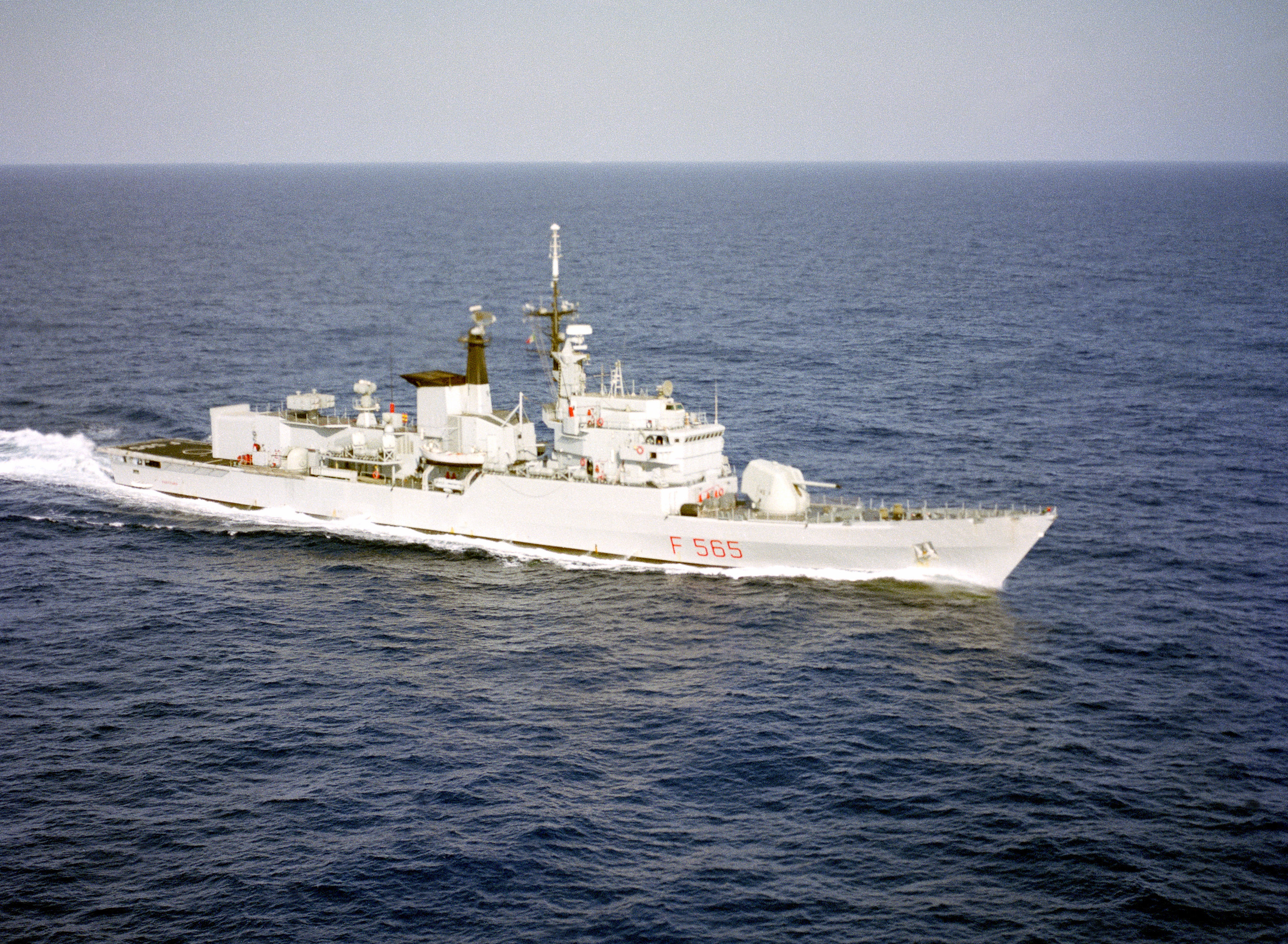
La frégate Sagittario lors de l'exercice « Distant Drum » en 1983.

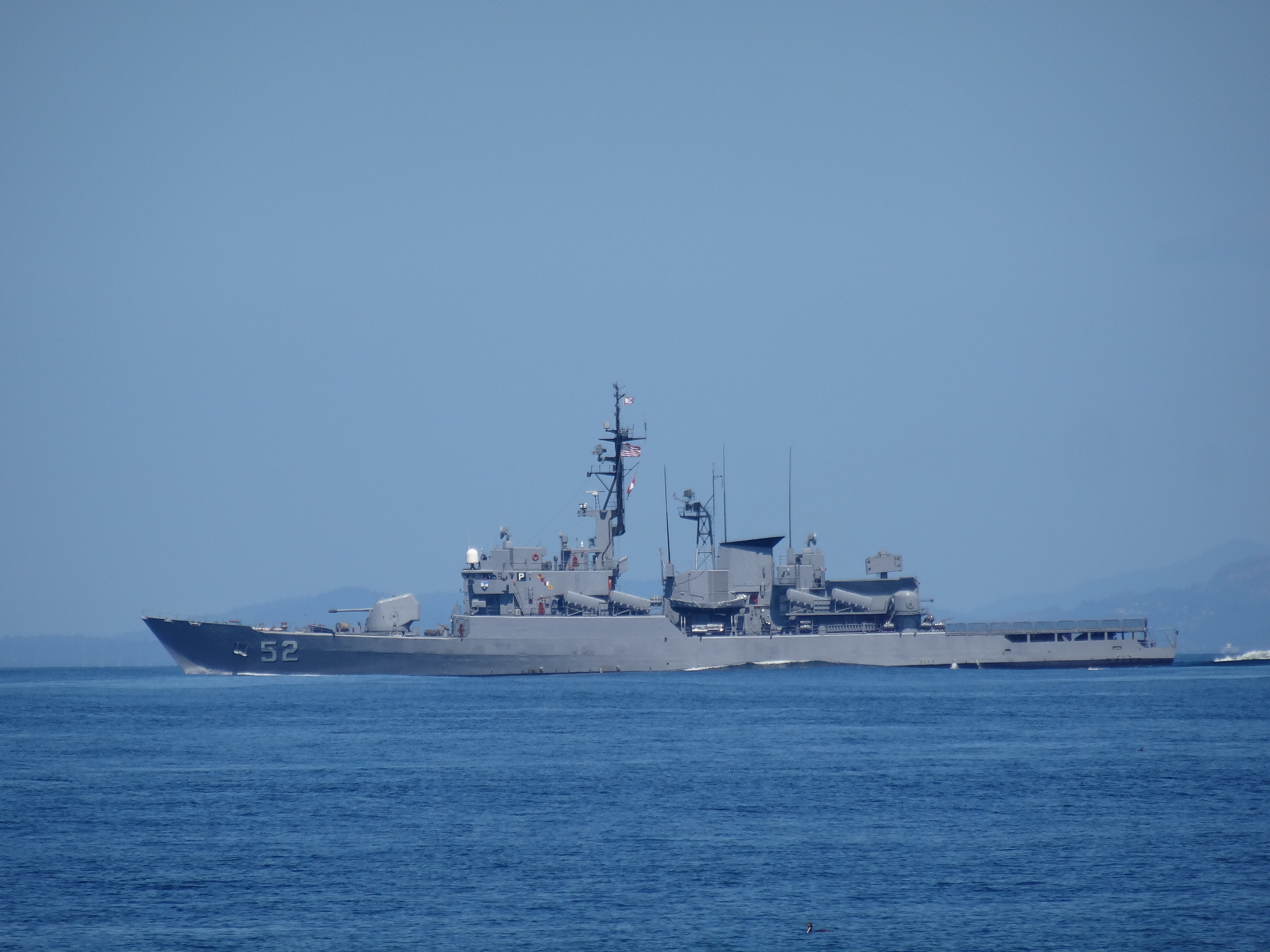
Le BAP Villavicencio au large de Washington, juin 2015.

| F564 | Lupo       | Cantieri Navali Riuniti, Riva Trigoso | 300 | 11 octobre 1974 | 29 juillet 1976 | 12 septembre 1977 | Fulmineo sulla preda      | Transféré au Pérou, rebaptisé Palacios          |
| F565 | Sagittario | Cantieri Navali Riuniti, Riva Trigoso | 301 | 4 février 1976  | 22 juin 1977    | 18 novembre 1978  | Non cohibetur sagitta     | Transféré au Pérou, rebaptisé Quiñones          |
| F566 | Perseo     | Cantieri Navali Riuniti, Riva Trigoso | 302 | 28 février 1977 | 12 juillet 1978 | 1er mars 1980     | Vincerà chi vorrà vincere | Transféré au Pérou, rebaptisé Coronel Bolognesi |
| F567 | Orsa       | Cantieri Navali Riuniti, Muggiano     | 303 | 1er août 1977   | 1er mars 1979   | 1er mars 1980     | Fortitude Fortior         | Transféré au Pérou, rebaptisé Aguirre           |

### Frégates de la classe Soldati
L'Irak commande quatre frégates de la classe Lupo en 1980 dans le cadre d'un programme d'expansion navale juste avant la guerre Iran-Irak. Ces navires, dotés d'un hangar télescopique, sont achevés entre 1985 et 1987. En raison des restrictions imposées par le premier ministre italien Bettino Craxi sur les ventes d'armes à l'Irak en raison de la guerre Iran-Irak, les navires demeurent internés en Italie jusqu'à la fin de cette guerre en 1988. Le président irakien Saddam Hussein tente alors de renégocier le prix de ces navires (et des autres achetés à l'Italie), affirmant qu'il doit bénéficier d'une réduction en raison du retard de livraison des navires. Les négociations et les procédures judiciaires sont toujours en cours lorsque l'Irak envahit le Koweït en 1990 et qu'un nouvel embargo sur les armes contre l'Irak est imposé par les Nations Unies, bloquant à nouveau la vente,. En 1993, la totalité sont saisis et, après avoir été réaménagés en navires de patrouille, ils sont incorporés dans la marine italienne sous le nom de classe Soldati en 1996. Les modifications apportées comprennent la suppression de la totalité des équipements de lutte ASM. Les quatre navires sont les Artigliere (F582), Aviere (F583), Bersagliere (F584) et Granatiere (F585), déployés pour l'escorte de flotte ou les patrouilles à long rayon d'action. Les Philippines ont envisagé l'acquisition de la classe Soldati en 2012.
| F582 | Artigliere (ex-Hittin)      | Fincantieri, Ancône       | 903 | 31 mars 1982      | 27 juillet 1983  | 28 octobre 1994 | 13 décembre 2013  | Primi Velitum         |
| F583 | Aviere (ex-Thi Qar)         | Fincantieri, Ancône       | 904 | 3 septembre 1982  | 19 décembre 1984 | 4 janvier 1995  | 2 octobre 2019    | Virtute Siderum Tenus |
| F584 | Bersagliere (ex-Al Yarmouk) | Fincantieri, Riva Trigoso | 905 | 12 mars 1984      | 18 avril 1985    | 8 novembre 1995 | 17 avril 2018     | Pro Patria            |
| F585 | Granatiere (ex-Al Qadisiya) | Fincantieri, Ancône       | 906 | 1er décembre 1983 | 1er juin 1985    | 20 mars 1996    | 30 septembre 2015 | A me le guardie       |

## Marine péruvienne

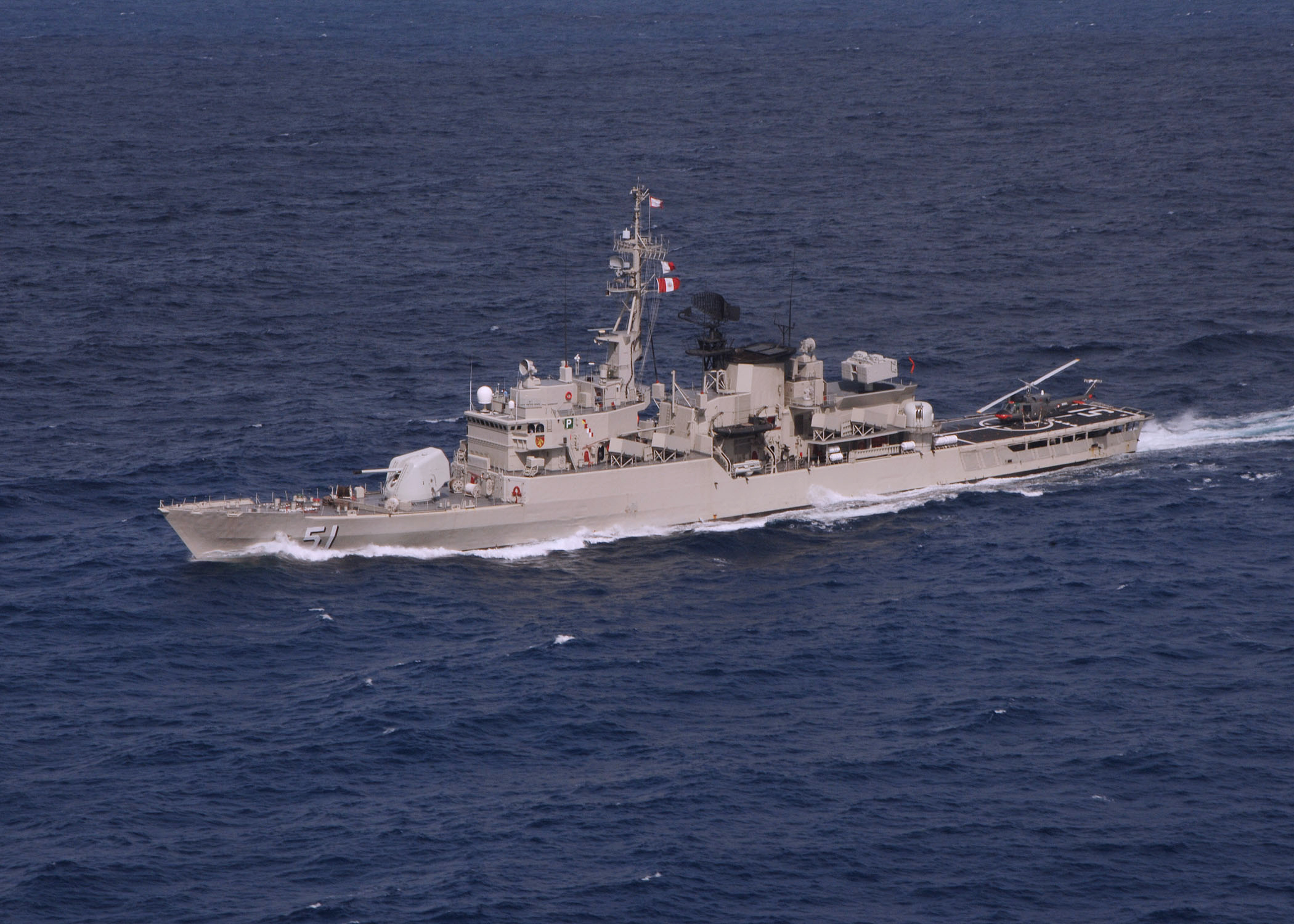
La frégate péruvienne BAP Carvajal manœuvrant dans la mer des Caraïbes pendant l'exercice « UNITAS 46-05 ».

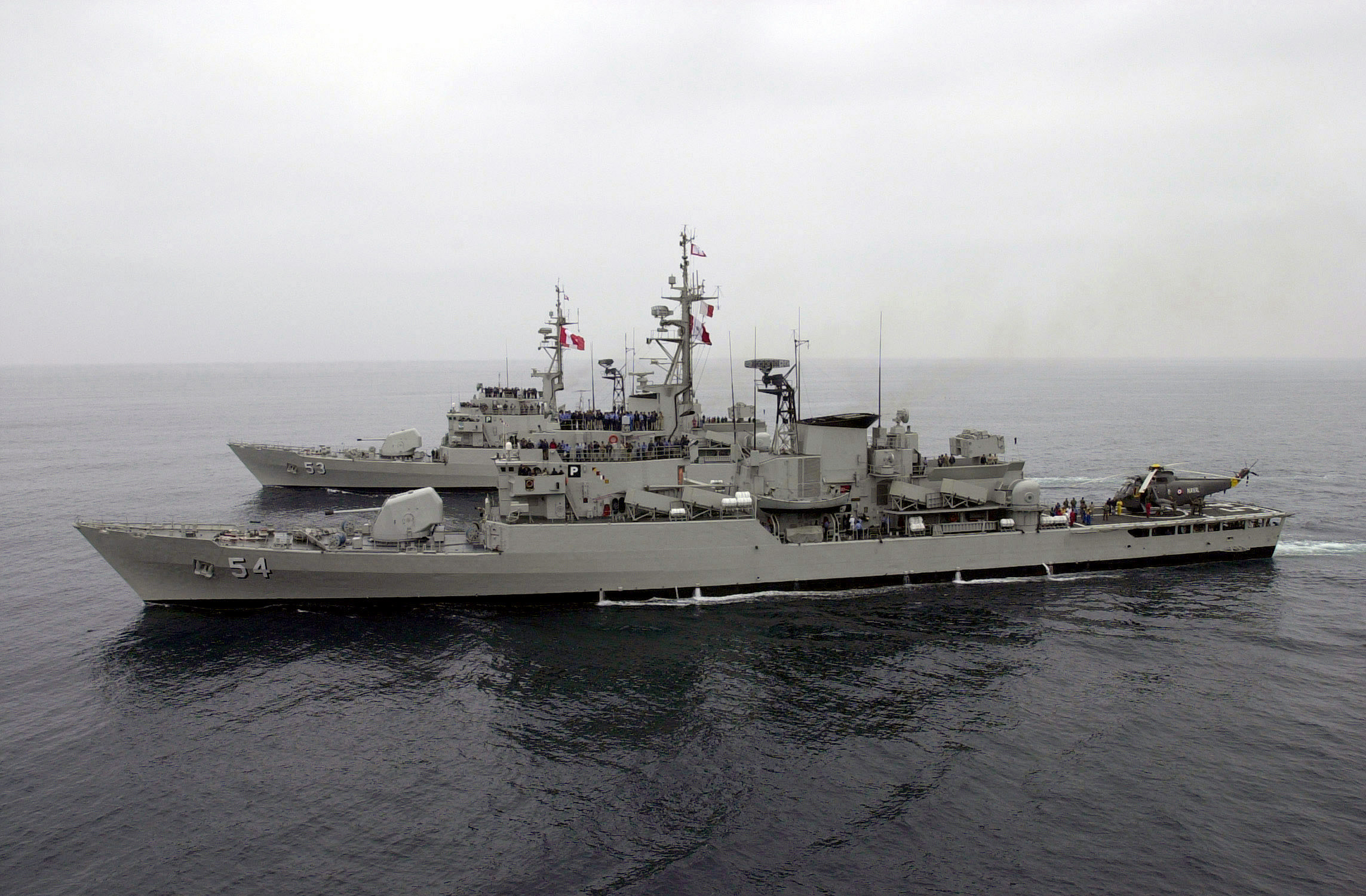
Les frégates péruviennes Montero et Mariátegui.

Le Pérou s'est impliqué très tôt dans le programme de frégates de la classe Lupo par la commande de quatre navires en 1973. Les navires péruviens sont construits selon une conception modifiée comprenant différents radars, du missile de moyenne portée Aspide au lieu du Sea Sparrow et un hangar fixe au lieu d'un hangar télescopique. Les deux premiers sont construits par les CNR dans son chantier naval de Riva Trigoso, à Gênes, et mis en service en 1979.
Les travaux de construction du groupe sont réalisés sous licence par le SIMA à Callao, les navires étant mis en service en 1984 et 1987. Les Lupo péruviens, les BAP Carvajal (FM-51), BAP Mariategui (FM-54), BAP Villavicencio (FM-52) et BAP Montero (puis BAP Almirante Grau (FM-53)) ont vu leurs postes de pilotage agrandis pour permettre aux hélicoptères ASH-3D Sea King d'atterrir et de faire le plein, même s'ils ne peuvent pas être garés dans le hangar du navire.
En novembre 2004, d'autres anciens navires italiens de la classe Lupo sont incorporés dans la marine péruvienne : les BAP Aguirre (FM-55) (ex-Orsa) et BAP Palacios (FM-56) (ex- Lupo). Finalement, en août 2006, les derniers navires italiens de la classe arrivent à Callao : les BAP Quiñones (FM-58) et BAP Bolognesi (FM-57). En 2013, le Carvajal est transféré dans la Garde côtière péruvienne (en) et rebaptisée Guardiamarina San Martin.

### Navires
| Classe Carvajal |                                        |                                       |             |                   |                  |                  |                                                          |
| Pennant number  | Nom                                    | Constructeur                          | N° de coque | Pose de la quille | Lancement        | Commission       | Destin                                                   |
| FM-51           | Guardiamarina San Martin (ex-Carvajal) | Cantieri Navali Riuniti, Riva Trigoso | 304         | 8 août 1974       | 17 novembre 1976 | 5 février 1979   | Transféré dans la Garde côtière péruvienne en 2013 Actif |
| FM-52           | Villavicencio                          | Cantieri Navali Riuniti, Riva Trigoso | 305         | 6 octobre 1976    | 7 février 1978   | 25 juin 1979     | Actif                                                    |
| FM-53           | Almirante Grau (ex-Montero)            | SIMA, Callao                          |             | 16 juin 1976      | 8 octobre 1982   | 25 juillet 1984  | Actif                                                    |
| FM-54           | Mariátegui                             | SIMA, Callao                          |             | 13 août 1976      | 8 octobre 1984   | 28 décembre 1987 | Actif                                                    |
| Ex-classe Lupo  |                                        |                                       |             |                   |                  |                  |                                                          |
| FM-55           | Aguirre (ex-Orsa)                      | Cantieri Navali Riuniti, Muggiano     | 303         | 1er août 1977     | 1er mars 1979    |                  | Actif                                                    |
| FM-56           | Palacios (ex-Lupo)                     | Cantieri Navali Riuniti, Riva Trigoso | 300         | 11 octobre 1974   | 29 juillet 1976  |                  | Actif                                                    |
| FM-57           | Coronel Bolognesi (ex-Perseo)          | Cantieri Navali Riuniti, Riva Trigoso | 302         | 28 février 1977   | 12 juillet 1978  |                  | Actif                                                    |
| FM-58           | Quiñones (ex-Sagittario)               | Cantieri Navali Riuniti, Riva Trigoso | 301         | 4 février 1976    | 22 juin 1977     |                  | Actif                                                    |

## Marine vénézuélienne

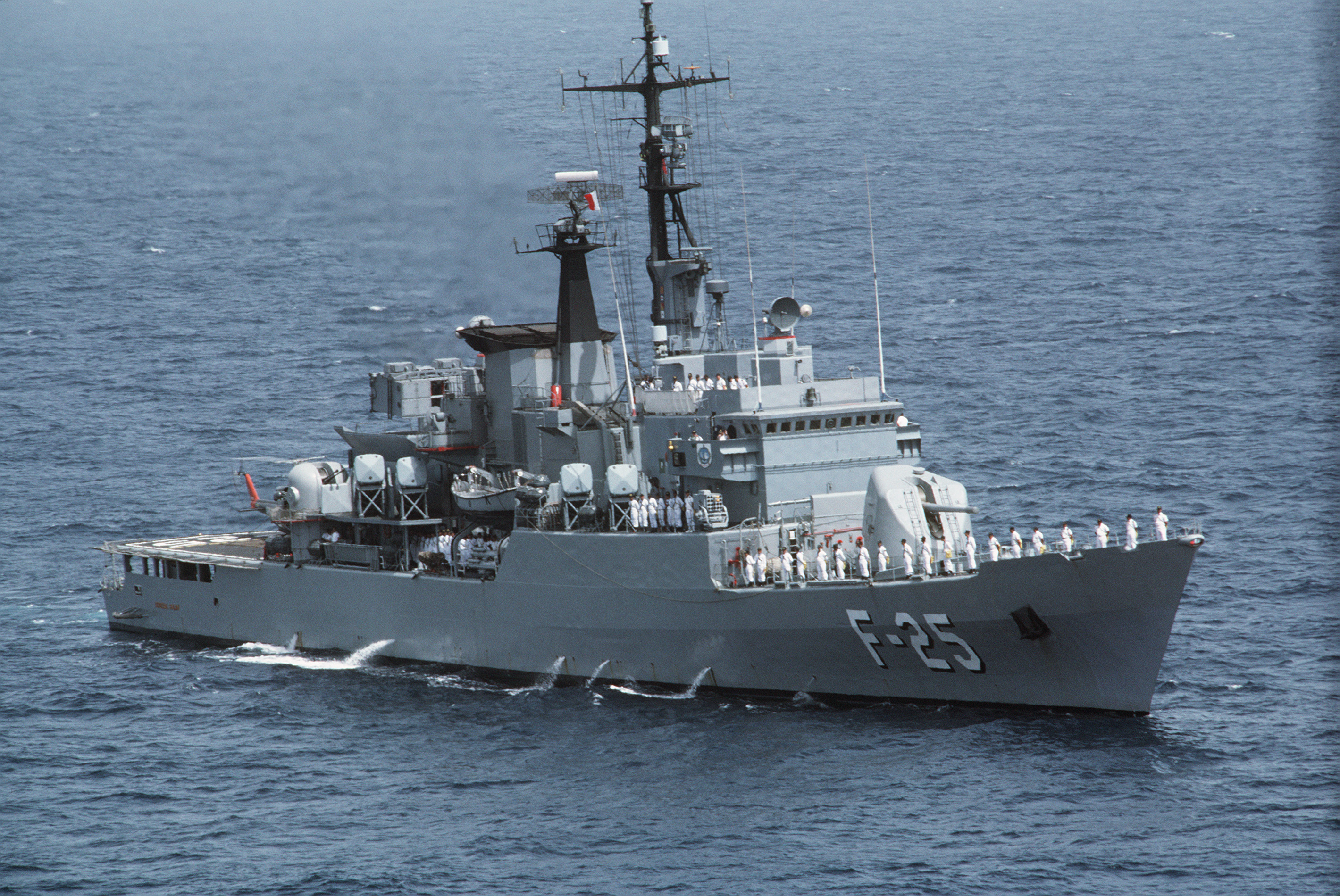
Vue avant tribord de l'ARV General Salom avant sa modernisation.

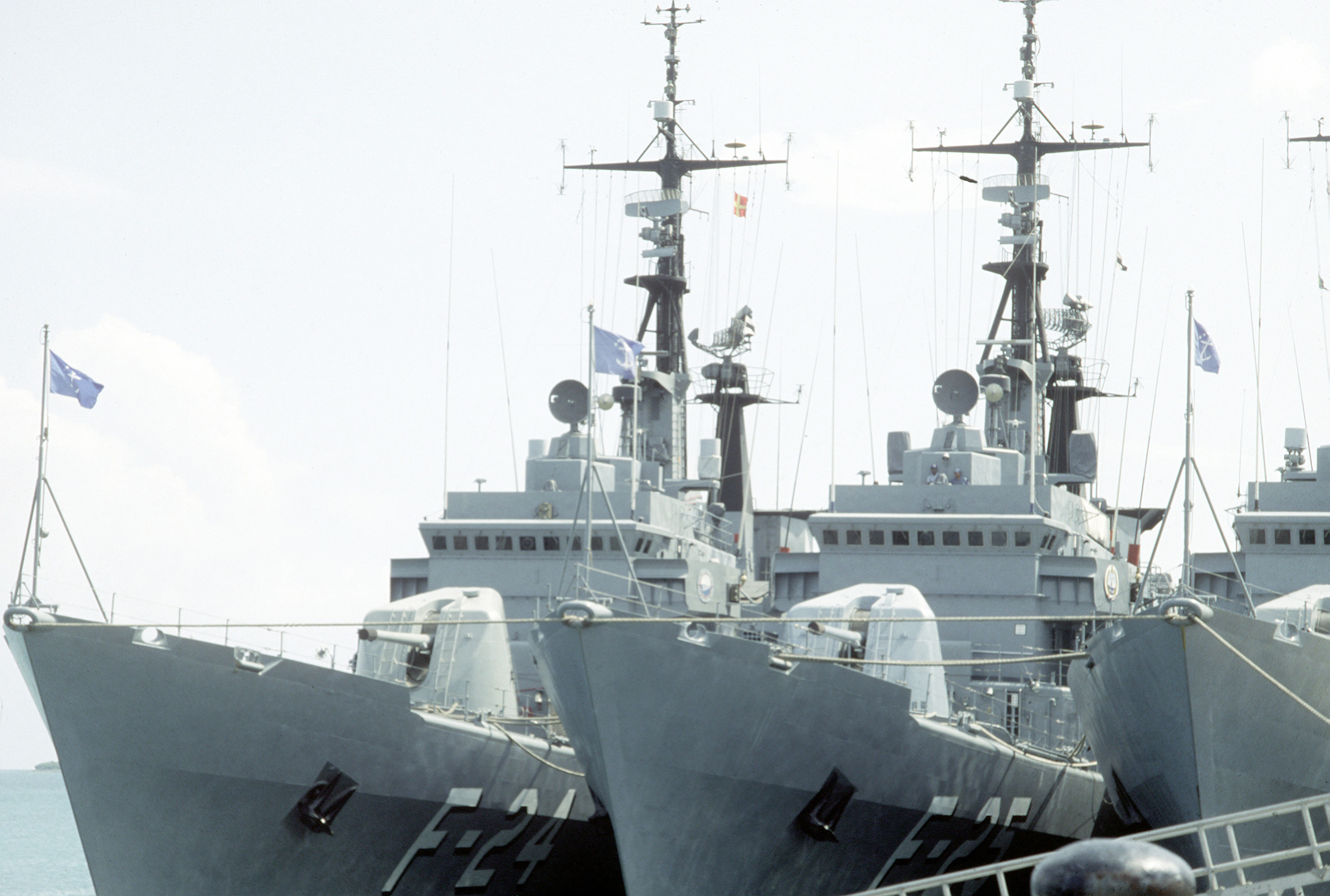
Les ARV General Soublette (F-24) et ARV General Salóm (F-25) amarrés au port.

Le Venezuela commande six frégates de classe la Lupo en 1975 afin de remplacer les navires de guerre les plus anciens,. Ces unités sont mises en service entre 1980 et 1982. D'une manière générale, leur apparence et leur équipement sont similaires à ceux construits pour le Pérou, à l'exception de quelques différences au niveau de l'électronique et des missiles. Les deux premiers navires, les ARV Mariscal Sucre (F-21) and ARV Almirante Brión (F-22) sont modernisés par Ingalls Shipbuilding sur une période de quatre ans (1998-2002). Les modifications de ces deux navires comprennent :
- Installation du système de gestion de combat Elbit NTCS 2000
- Montage du radar air/sol Elta (en) EL/M-2238 Single Face STAR 3D
- Montage du sonar de coque Northrop Grumman 21 HS-7
- Montage du système ESM Elisra (en) NS-9003
- Montage du système ECM Elisra NS-9005
- Remplacement de 2 moteurs diesel GMT A230-20M par 2 MTU 20V 1163.

Les autres navires en service au Venezuela devaient subir une version austère de cette mise à niveau, mais trois navires seront finalement retirés du service. Cependant, en décembre 2022, le Mariscal Sucre est partiellement coulé et le General Soublette  est démoli.

### Navires
| Classe Mariscal Sucre |                                        |                                       |             |                   |                   |                 |                   |
| Pennant number        | Nom                                    | Constructeur                          | N° de coque | Pose de la quille | Lancement         | Commission      | Destin            |
| F-21                  | Mariscal Sucre                         | Cantieri Navali Riuniti, Riva Trigoso | 851         | 19 novembre 1976  | 28 septembre 1978 | 10 mai 1980     | Actif             |
| F-22                  | Almirante Brión                        | Cantieri Navali Riuniti, Riva Trigoso | 853         | Juin 1977         | 22 février 1979   | 7 mars 1981     | Actif             |
| F-23                  | General Urdaneta                       | Cantieri Navali Riuniti, Riva Trigoso | 852         | 23 janvier 1978   | 23 mars 1979      | 8 août 1981     | Retiré du service |
| F-24                  | General Soublette                      | Cantieri Navali Riuniti, Riva Trigoso | 855         | 26 août 1978      | 4 janvier 1980    | 5 décembre 1981 | Retiré du service |
| F-25                  | General Salóm                          | Cantieri Navali Riuniti, Riva Trigoso | 854         | 7 novembre 1978   | 13 janvier 1980   | 3 avril 1982    | Retiré du service |
| F-26                  | Almirante García (ex-José Félix Ribas) | Cantieri Navali Riuniti, Riva Trigoso | 856         | 21 août 1979      | 4 octobre 1980    | 30 juillet 1982 | Retiré du service |

### Sources
- Faulkner, Keith, Jane's Warship Recognition Guide. 2nd edition. Jane's Information Group, 1999.
- (in Spanish) Rodríguez, John, "Las fragatas Lupo: una breve mirada retrospectiva y perspectivas". Revista de Marina, Year 95, No. 3: 8–32 (July / December 2002).